# Tom Felleghy
Tom Felleghy, nacido Tamás Fellegi (Budapest, 26 de noviembre de 1921-Bracciano, 13 de septiembre de 2005), fue un actor húngaro que actuó principalmente en Italia. Apareció en más de cien películas a partir de 1958.

## Biografía
Tras formarse artísticamente en su ciudad natal, Budapest, estudiando interpretación y dirección, comenzó a trabajar en el teatro, como actor pero sobre todo como director, antes de trasladarse, en la época de la invasión soviética en 1956, primero a Austria y, más tarde, a Italia, donde inició su carrera cinematográfica con una serie de pequeños papeles en algunas películas de péplum y de aventuras.
Decidió entonces establecerse en Roma, donde se especializó como actor de carácter, interpretando generalmente papeles extranjeros, sobre todo anglosajones, dados sus rasgos y porte. En 1964 le ofrecieron el único papel protagonista de su carrera en la película noruega Marenco, en la que interpretó el papel del emigrante homónimo Carlo Marenco. La película, sin embargo, que entre otras cosas no se distribuyó en Italia, sigue siendo única en su carrera como actor secundario.
Apareció en más de doscientas películas desde la segunda mitad de la década de 1950 hasta la primera mitad de la década de 1990. Está presente mayormente en apariciones breves; Sin embargo, no faltaron papeles más importantes. En varias películas de suspenso como 4 mosche di velluto grigio (1971) o Todos los colores de la oscuridad (1972) interpreta al comisario de policía. Con mayor frecuencia aún, en las innumerables historias de detectives en las que ha participado, desempeña el papel de juez o forense. Otros papeles que ha desempeñado repetidamente incluyen los de oficial, sheriff, fiscal adjunto y hombre de negocios. Murió en Bracciano el 13 de septiembre de 2005, a la edad de 83 años.

## Filmografía
- Pia de' Tolomei (1958)
- Non perdiamo la testa (1959)
- La sceriffa (1959)
- Caltiki il mostro immortale (1959)
- L'arciere nero (1959)
- Caccia al marito (1960)
- Il corazziere (1960)
- La vendetta dei barbari (1960)
- I magnifici tre (1961)
- Le meraviglie di Aladino (1961)
- L'ammutinamento (1961)
- Ursus e la ragazza tartara (1961)
- Sodoma e Gomorra (1962)
- La congiura dei dieci (1962)
- Venere imperiale (1962)
- Ursus nella terra di fuoco (1963)
- Maciste alla corte dello Zar (1964)
- Marenco (1964)
- Dos toreros de aúpa (1965)
- Marcia nuziale (1965)
- Il ranch degli spietati (1965)
- Agente S3S: pasaporte para el infierno (1965)
- Dos vivales en Fuerte Álamo (1965)
- Asso di picche - Operazione controspionaggio (1965)
- Von Ryan's Express (1965)
- Un colpo da mille miliardi (1966)
- El Cisco (1966)
- La grande notte di Ringo (1966)
- Upperseven, l'uomo da uccidere (1966)
- Las pistolas cantaron a muerte (1966)
- Vete con Dios, gringo (1966)
- Agente End (1966)
- Arizona Colt (1966)
- El halcón y la presa (1966)
- Trappola per sette spie (1966)
- Gran golpe contra las S.S. (1967)
- Colpo maestro al servizio di Sua Maestà britannica (1967)
- Asalto a la corona de Inglaterra (1967)
- Il lungo, il corto, il gatto (1967)
- Nato per uccidere (1967)
- ...4..3..2..1...morte (1967)
- Charada internacional (1967)
- El Rojo (1967)
- Attentato ai tre grandi (1967)
- Fai in fretta ad uccidermi... ho freddo! (1967)
- Killer Kid (1967)
- Lola Colt - Faccia a faccia con El Diablo (1967)
- La più grande rapina del West (1967)
- Le due facce del dollaro (1967)
- Se vuoi vivere... spara! (1968)
- Per mille dollari al giorno (1968)
- Il pistolero segnato da Dio (1968)
- Brigada suicida (1968)
- La ametralladora (1968)
- Franco e Ciccio... ladro e guardia (1969)
- Il sasso in bocca (1969)
- La battaglia di El Alamein (1969)
- Le 10 meraviglie dell'amore (1969)
- La porta del cannone (1969)
- Uccidete Rommel (1969)
- 12 + 1 (1969)
- L'arcangelo (1969)
- La morte bussa due volte (1969)
- I diavoli della guerra (1969)
- I lupi attaccano in branco (1970)
- L'inafferrabile invincibile Mr. Invisibile (1970)
- El gato de las 9 colas (1971)
- Lo chiamavano King... (1971)
- Il furto è l'anima del commercio!?... (1971)
- La coda dello scorpione (1971)
- Un posto ideale per uccidere (1971)
- Noi donne siamo fatte così (1971)
- Roma bene (1971)
- 4 mosche di velluto grigio (1971)
- La morte scende leggera (1972)
- Un uomo chiamato Dakota (1972)
- Amico, stammi lontano almeno un palmo...(1972)
- Sette orchidee macchiate di rosso (1972)
- Todos los colores de la oscuridad (1972)
- La noche de los diablos (1972)
- Spirito Santo e le 5 magnifiche canaglie (1972)
- Bada alla tua pelle, Spirito Santo! (1972)
- Tutti fratelli nel west... per parte di padre (1972)
- Gli eroi (1973)
- Partirono preti, tornarono... curati (1973)
- Los amigos (1973)
- La morte negli occhi del gatto (1973)
- Bisturi - La mafia bianca (1973)
- Fra' Tazio da Velletri (1973)
- Milano trema: la polizia vuole giustizia (1973)
- La schiava io ce l'ho e tu no (1973)
- La mano spietata della legge (1973)
- Dio, sei proprio un padreterno! (1973)
- Anna, quel particolare piacere (1973)
- Los cinco días (1973)
- Corte marziale (1973)
- La rivolta delle gladiatrici (1974)
- Spasmo (1974)
- Mussolini: último acto (1974)
- L'arrivista (1974)
- Daisy Miller (1974)
- Milano odia: la polizia non può sparare (1974)
- Prigione di donne (1974)
- Morbosità (1974)
- L'uomo senza memoria (1974)
- Commissariato di notturna (1974)
- Anno uno (1974)
- 5 donne per l'assassino (1974)
- Corruzione al palazzo di giustizia (1974)
- El justiciero del mediodía (1975)
- Lo sgarbo (1975)
- La città gioca d'azzardo (1975)
- El ojo en la oscuridad (1975)
- Che botte ragazzi! (1975)
- Profondo Rosso (1975)
- El medallón ensangrentado (1975)
- Conviene far bene l'amore (1975)
- La polizia accusa: il Servizio Segreto uccide (1975)
- Quel desiderio di lei (1975)
- Roma violenta (1975)
- Il giustiziere sfida la città (1975)
- La città sconvolta: caccia spietata ai rapitori (1975)
- La polizia interviene: ordine di uccidere! (1975)
- La supplente (1975)
- Roma drogata la polizia non può intervenire (1975)
- L'anatra all'arancia (1975)
- Mark il poliziotto spara per primo (1975)
- La dottoressa del distretto militare (1976)
- Liberi armati pericolosi (1976)
- Per amore (1976)
- Un toro da monta (1976)
- Roma a mano armata (1976)
- Salón Kitty (1976)
- Uomini si nasce poliziotti si muore (1976)
- Oh, mia bella matrigna (1976)
- Gli amici di Nick Hezard(1976)
- Roma, l'altra faccia della violenza (1976)
- Fascinación (1976)
- Napoli violenta (1976)
- Il trucido e lo sbirro (1976)
- Tutti possono arricchire tranne i poveri (1976)
- La dottoressa sotto il lenzuolo (1977)
- La bravata (1977)
- Stato interessante (1977)
- Le lunghe notti della Gestapo (1977)
- Le calde notti di Caligola (1977)
- Una spirale di nebbia (1977)
- La sorprendente eredità del tontodimammà (1977)
- California (1977)
- Anno zero - Guerra nello spazio (1977)
- Poliziotto sprint (1977)
- Il... Belpaese (1977)
- Squadra antimafia (1978)
- L'inquilina del piano di sopra (1978)
- Il grande attacco (1978)
- Nero veneziano (1978)
- Occhi dalle stelle (1978)
- La via della prostituzione (1978)
- Sono stato un agente C.I.A. (1978)
- La liceale nella classe dei ripetenti (1978)
- La banda del gobbo (1978)
- Piccole labbra (1978)
- Indagine su un delitto perfetto (1978)
- Come perdere una moglie... e trovare un'amante (1978)
- Diamanti sporchi di sangue (1978)
- La montaña del Dios Caníbal (1978)
- Il corpo della ragassa (1979)
- Da Corleone a Brooklyn (1979)
- Scusi lei è normale? (1979)
- La vera storia della monaca di Monza (1980)
- Cuidado con las rubias (1980)
- La Cage aux folles 2 (1980)
- La invasión de los zombies atómicos (1980)
- Manolesta (1981)
- La salamandra (1981)
- I carabbimatti (1981)
- L'altro inferno (1981)
- Spaghetti a mezzanotte (1981)
- Dos granujas en el Oeste (1981)
- El león del deserto (1981)
- Mia moglie torna a scuola (1981)
- Il falco e la colomba (1981)
- Monsignore (1982)
- Cicciabomba (1982)
- Nanà (1983)
- Escape del Bronx (1983)
- Il petomane (1983)
- Vediamoci chiaro (1984)
- Uno scandalo perbene (1984)
- L'ultimo giorno(1985)
- Assisi Underground (1985)
- Oddio, ci siamo persi il papa (1986)
- Una donna senza nome (1987)
- Io e mia sorella (1987)
- Caldo soffocante (1991)
- Voci dal profondo (1991)